# Grafische Datenverarbeitung
Die Grafische Datenverarbeitung (GDV) ist ein Teilbereich der Informatik. Sie umfasst eine Technologie, mit der Bilder mit Hilfe von Rechnern erfasst bzw. erzeugt, verwaltet und in gewünschter Weise verändert werden können und mit weiteren nicht-grafischen Daten in Verbindung gebracht werden können. Dazu gehören auch die computergestützte Integration und Verknüpfung dieser Bilder mit anderen Kommunikationsmedien, wie Audio, Sprache und Video, zur Realisierung komplexer multisensorischer Dialogtechniken.
Teilgebiete sind unter anderem die Computergrafik und Visualisierung, die Geometrische Modellierung, die Bildverarbeitung sowie Teile der Mustererkennung und der Szenenanalyse.

## Etymologie
Es handelt sich um eine grammatikalisch nicht korrekte Begriffsbildung: Gemeint ist nicht die grafische Verarbeitung von Daten, analog etwa zur Elektronischen Datenverarbeitung,
sondern die Verarbeitung grafischer Daten (siehe oben: "[...] mit weiteren nicht-grafischen Daten in Verbindung gebracht [...]").
Trotz der weitverbreiteten Englischkenntnisse in dem Bereich, hat sich in der deutschsprachigen Literatur die falsche Übersetzung von engl. graphic data processing durchgesetzt, die richtige Übersetzung, und grammatikalisch korrekte Form, Grafik-Daten Verarbeitung, ist praktisch nicht auffindbar.

## Organisationen, die sich mit dem Thema beschäftigen
- Gesellschaft für Informatik, Fachbereich Graphische Datenverarbeitung (GDV)(seit 2003).
- Fraunhofer-Institut für Graphische Datenverarbeitung IGD (Darmstadt)
- Intel Visual Computing Institute, gegründet 2009 in Saarbrücken